# Бештерек
Бештерек, Беш-Терек (крим. Beş Terek, «п'ять дерев»)  — річка в Україні, ліва притока Зуї. Басейн Азовського моря.
Довжина 51 км. Площа водозбірного басейну 106 км². Долина у верхів'ї V-подібна, у пониззі — трапецієподібна, завширшки від 50 до 250—300 м. Заплава двостороння, шириною до  м. Річище в межень шириною 1-5 м, глибиною 0,1-0,5 м. Влітку пересихає. Використовується на сільськогосподарські потреби.
Бере початок з карстових джерел на північних схилах Субаткан-яйли. Тече по території Білогірського та Сімферопольського районів Криму. На правому березі, біля с. Донського — пам'ятка природи місцевого значення «Вовчий грот».